# Benelli Armi SpA
Benelli Armi SpA é um fabricante de armas de fogo Italiana fundado em 1967, localizado em Urbino, Itália, mais conhecido pela espingarda usada por militares, policiais e civis em todo o mundo. Particularmente famoso é o Benelli M3 calibre 12, usado extensivamente pelas equipes americanas SWAT. Benelli Armi foi fundada em 1967 como uma ramificação da fábrica moto Benelli que vendeu motocicletas através de Montgomery Ward. Benelli e Benelli EUA são de propriedade da Pietro Beretta SpA desde 2000.

## Fuzis

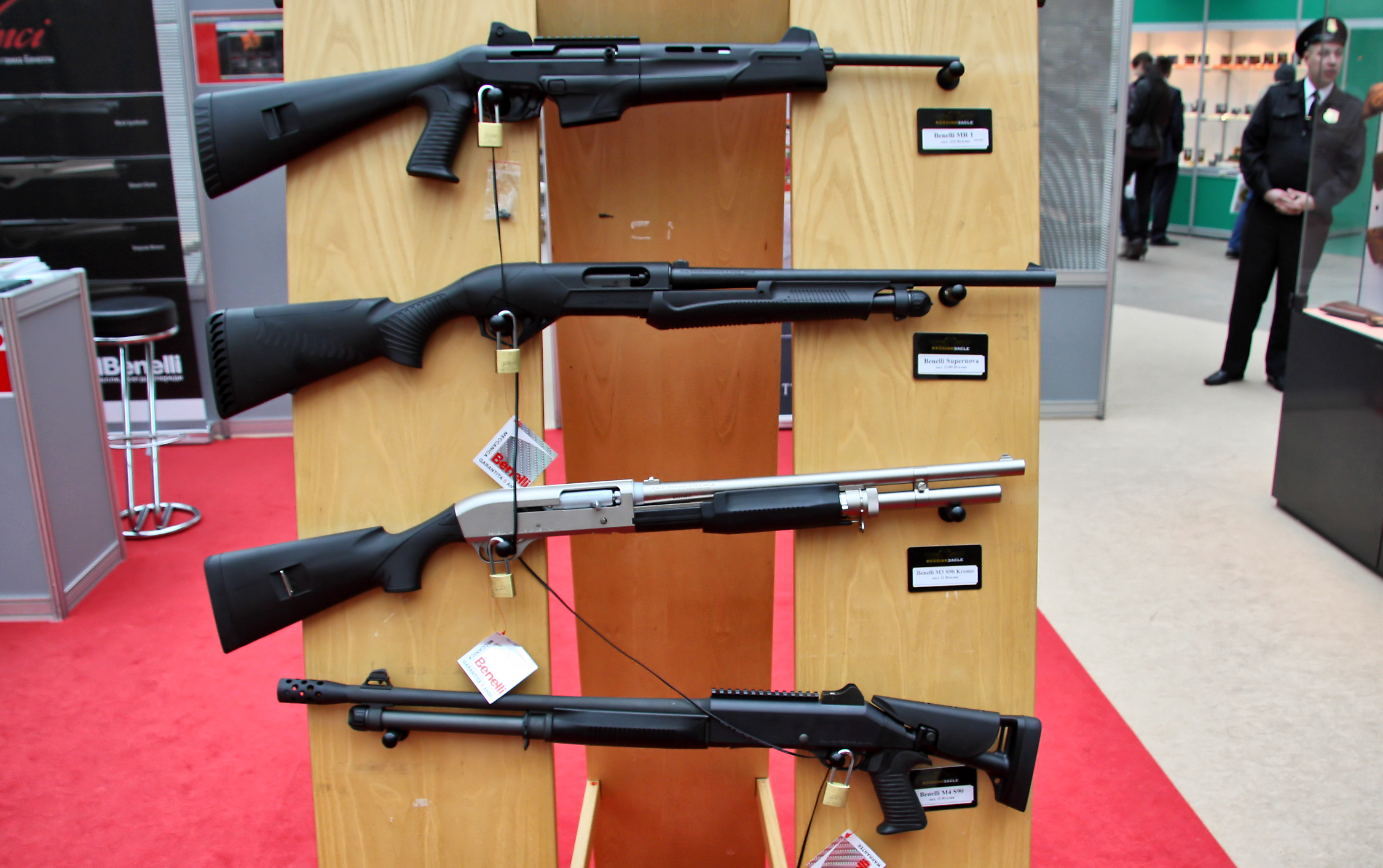
Benelli MR 1, Supernova, M3 Super 90 Kromo e M4 Super 90.

- Benelli Argo
  - Benelli Argo Comfortech
  - Benelli Argo EL
  - Benelli Argo Special
  - Benelli Argo Deluxe
- Benelli MR1 (câmara em 5.56)
- Benelli R1

## Pistolas alvo
- Benelli MP 90S
- Benelli MP 95E

## Pistolas
- Benelli B76

## Pistolas de ar
- Benelli Kite (Variante:Benelli Kite Young)

## Submetralhadoras
- Benelli CB M2

## References
1. ↑  http://www.benelli.it/Azienda/Index.asp?ID=23
2. ↑  «Fabbrica D' Armi Pietro Beretta S.p.A.»

- BenelliUSA
- Espingarda Benelli EuroOPtic Ltd